# Helenna Louise Hercigonja-Moulton
Helenna Louise Hercigonja-Moulton (* 28. April 1993 in Miami, Florida) ist eine US-amerikanisch-kroatische Fußballspielerin.

## Karriere

### Verein
Hercigonja-Moulton startete ihre Fußballkarriere 2003 in der Kendall Soccer Coalition. Hercigonja-Moulton besuchte von 2007 bis 2011 die Miami Killian Senior High und spielte für deren Frauenfußballteam Cougars. In den Semesterferien spielte sie weiterhin auf Vereinsebene für die Kendall Soccer Coalition. Nach ihrem High-School-Abschluss begann sie im Sommer 2011 ein Journalismusstudium an der Universität Zagreb. In dieser Zeit trainierte sie mit der Frauenmannschaft des ŽNK Dinamo-Maksimir., die sie im April 2012 unter Vertrag nahm. 2014 wechselte Hercigonja-Moulton zum polnischen Erstligisten und Champions-League-Teilnehmer KKPK Medyk Konin.

### Nationalmannschaft
Hercigonja-Moulton debütierte am 11. September 2010 in einem U-19-Länderspiel Kroatiens gegen Russland. Sie gab ihr A-Länderspieldebüt am 22. Oktober 2011 in einem EM-Qualifikationsspiel gegen die Auswahl der Niederlande, welches mit 0:3 verloren ging.